# منظمة بدر
منظمة بدر أو فيلق بدر منظمة وحزب سياسي عراقي تأسست عام 1982 بإشراف محمد باقر الحكيم، وهي الجناح العسكري الأكثر تنظيماً للمعارضة الشيعية إبان نظام صدام حسين وقد اتخذت من إيران ملاذاً لها بعد حملة تصفيات واغتيالات لاحت كوادرها المتقدمة في العراق حسب أوامر شخصية صدرت من صدام نفسه أعطت الضوء الأخضر لتصفية الجناح السياسي لها في العراق. ويتألف الفيلق من مجموعة من المقاتلين والجنود الهاربين من الجيش العراقي السابق وقادة وضباط سابقون ومعارضون لنظام صدام قد لجأوا إلى سوريا وإيران، وتأسست في بدايتها باسم لواء بدر ثم إلى فيلق بدر ويبقى الرقم الحقيقي وعدد المنتسبين إلى الفيلق غير مؤكد وتراوحت التقديرات ما بين 30 إلى 50 ألف مقاتل.[بحاجة لمصدر] وقد زاد عدد المنتسبين للمنظمة بعد سقوط النظام وتقدم العملية السياسية في العراق ليصل إلى 100000 منتسب، وقرر فيما بعد في ختام مؤتمره الأول الذي عقد في النجف بعد سقوط النظام الصدامي بتحويل فيلق بدر إلى منظمة مدنية وحزبا سياسيا معللاً أن فيلق بدر انتهى دوره العسكري عند سقوط النظام.

## لمحة تاريخية
عام 1979 أصدر المرجع الشيعي العراقي محمد باقر الصدر فتواه بمواجهة حكم صدام حسين واعتبره «واجبا شرعيا»، وبناءً على هذا الإدراك بدأت تتشكل الخلايا المسلحة بإيعاز من المرجع الشيعي محمد باقر الصدر، والتي نفّذت بعض العمليات العسكرية، وشنت الحكومة العراقية حملة من الاعتقالات وذلك بعد إعدام محمد باقر الصدر في مطلع الثمانينات وهي اعتقالات شملت كل من له صلة بالمنظمة في العراق، مما أجبر كوادر الحركة على الهروب خارج العراق واعادة تنظيم الصفوف ومد الجسور مع الموالين لهم في العراق لتشكّل كلها بداية مرحلة جديدة من المواجهة ضد حكم صدام حسين، الذي حظِيَ آنذاك بدعم من أنظمة عربية وقوى دولية وإقليمية وكانت هذه الفكرة لا تلقى رواجا إلا بين الأوساط الشيعية تطورت مع مرور الوقت إلى ما عُرف لاحقاً باسم فيلق بدر.

## معارك فيلق بدر
- معركة الزورة. خطط نجل الرئيس العراقي السابق عدي صدام حسين لهذه العملية الكثير من القطعات العسكرية التي كانت منتشرة في محافظات ذي قار والبصرة وميسان وواسط فضلاً عن الأجهزة الأمنية والحزبية وبعض العشائر وقد كان يشرف على هذه الحشود كل من عدي صدام حسين وعزة الدوري وقصي صدام حسين والكثير من القيادات العسكرية والحزبية بدأ الهجوم في اليوم الثاني والعشرين من شهر أيلول عام ألف وتسع مائة وثمانية وتسعين، وانتهى بعد حصار وقتال ومناوشات بين كر وفر دام سبعة أيام، وعلى ثلاثة محاور من جهة الجنوب حيث عشائر آل جويبر، كما انتشرت المدرعات والدبابات على طول السدة الترابية التي أنشأها النظام لأغراض أمنية كان فيلق بدر وبعض الأهالي الذين يلتجئون إلى عمق الهور في أثناء أي عملية دهم يقوم بها النظام لغرض أن يتحصنوا داخل منطقة الزورة، وقد توزعوا إلى قواطع أربعة بعد أن أعدوا المواضع الدفاعية وبتحصينات بسيطة وعند عمليات القصف المدفعي المركز وتكبد فيها الطرفين من الجيش العراقي وفيلق بدر بخسائر كبيرة.[25]
- انتفاضة آذار شعبان 1991

## غزو العراق
ساهم فيلق بدر في عملية غزو العراق بهدف الإطاحة بصدام حسين عام 2003 واشترك في اجتماع صلاح الدين في كردستان العراق مع الأحزاب العراقية المعارضة للنظام لتشكيل الحكومة ما بعد إسقاط نظام صدام حسين. [بحاجة لمصدر]

## حلّ فيلق بدر
قرر محمد باقر الحكيم في ختام مؤتمره الأول الذي عقد في مدينة النجف بعد سقوط النظام العراقي تحويل فيلق بدر إلى منظمة مدنية معللاً السبب أن دور فيلق بدر قد انتهى عند سقوط نظام صدام حسين.

## إتهامات موجهة ضد منظمة بدر
- اتهم الشيخ حارث الضاري الأمين العام لهيئة علماء المسلمين، وهي إحدى المرجعيات السنية، منظمة بدر الشيعية، التابعة للمجلس الأعلى للثورة الإسلامية بالوقوف وراء قتل أئمة مساجد وحُـراسهم من السُـنة، وهو ما نفته المنظمة.[26]
- نفى هادي العامري مسؤول «منظمة بدر»، الاتهامات الموجهة إلى منظمته بأنها مسؤولة عن عمليات تعذيب في معتقلات سرية تابعة لوزارة الداخلية وعن «فرق الموت».[27]
- اتهم مدير جهاز المخابرات العراقية «محمد الشهواني», في أكتوبر 2004م، «فيلق بدر» بتورطها في اغتيال 18 من عناصر جهاز المخابرات العراقية خلال أقل من شهر، والعثور على وثائق تربط بين إيران، وقتل عناصر من الجهاز بواسطة المنظمة.[28]
- راجت إتهامات حين تولى هادي العامري وزارة النقل، منها: وضع كل إمكانيات الوزارة في خدمة فيلق بدر والحرس الثوري، بداية من نقل المقاتلين والسلاح من إيران إلى سوريا برًا وجوًا، إلى توفير مقرات التدريب لميليشياته في الأماكن الحيوية، ومنها مطار بغداد.[29]
- قالت آرين أيفرز، الباحثة في منظمة هيومن رايتس ووتش لحقوق الإنسان، إن منظمة بدر مسؤولة عن انتهاكات «منهجية» مشيرة إلى أن الاتهامات الموجهة ضد بدر تمتد من خطف الأشخاص واعدامهم جماعيًا إلى تهجير السّنة من بيوتهم ثم نهبها وحرقها، وفي بعض الحالات تسوية قرى كاملة مع الأرض.[30]